# Higinio Ciria
Higinio Ciria y Nasarre (Sesa, 11 de enero de 1840-Madrid, 1 de febrero de 1914) fue un archivero e historiador español.

## Biografía
Hijo de un labrador, se crio en un ambiente completamente agrícola. Según afirmaría él mismo, tras cumplir los 15 años de edad, pasó trece años «entrando y saliendo en las cátedras del Instituto de Huesca y en las Universidades de Zaragoza, Valladolid y Madrid, y en otra parte». En 1875, estando en las minas de Riotinto, tenía previsto emigrar a Chile, pero José Carranza y Valle le ofreció dirigir los Asilos de San Bernardino en Madrid, a lo que en un principio accedió, aunque renunciaría a dicho empleo en 1877. Al año siguiente obtuvo otro puesto en la Contaduría, siendo trasladado posteriormente al Archivo General de la Villa.
Según la necrología publicada en la revista pamplonesa La Avalancha, trabajando como archivero bibliotecario de Madrid Higinio Ciria descubrió el tradicionalismo a través de la lectura:

«desempolvando libros y documentos, códices y pergaminos, vio surgir ante su entendimiento, ávido de verdad, la imagen gloriosa de la España grande, brazo armado de los derechos de la Iglesia católica, paladín de la civilización verdadera, madre fecunda de santos y héroes, de sabios y conquistadores»

Del caudal del archivo de Madrid sacaría datos y observaciones para oponerse a los planteamientos liberales. Afiliado al Partido Integrista, Ciria haría continua propaganda de sus ideas. Fue un destacado colaborador del diario El Siglo Futuro. De acuerdo con Pedro Crespo, debido a sus escritos llegó a sufrir persecuciones por la justicia.
Por su labor, Higinio Ciria fue premiado con la Orden de Carlos III. Tras su muerte, le sucedería al frente del Archivo de Madrid el republicano Ricardo Fuente.

## Obras
- Santa Teresa y Felipe II (1899)
- Los toros de Bonaparte (1903)
- Episodios... liberales: Fernando VII y la Constitución de Cádiz (1904)
- El rey de Santa Teresa y los reyes de mi abuelo (1905)
- Dos de Mayo en 1808-1908 (1908)
- Abajo las monjas!... Arriba lupanares y mancebias! Folleto dedicado a la democracia de ahora (1910)
- Primer aniversario del abrazo de Vergara (1912)